# Catalina Carrillo
Catalina Fernanda Carrillo Rapaport (Chile, 10 de mayo de 1998) es una futbolista chilena. Ocupa las posiciones de delantera y centrocampista y ha jugado en varios clubes de la Primera División de fútbol femenino de Chile, además de haber sido seleccionada nacional.

## Carrera
Jugó en los equipos juveniles de Universidad Católica y Universidad de Chile. En el 2015, consigue ganar el torneo de Apertura 2015 en la categoría sub-17. El año siguiente, fue ascendida al primer equipo y junto a este consigue ganar el primer título profesional de la rama femenina del club, en el Torneo Apertura 2016.
Al año siguiente y después de grandes campañas en la U, fichó por Santiago Morning, donde sumó dos títulos más para su carrera, incluyendo el inédito bicampeonato del 2018-2019. En 2019, debutó en la Copa Libertadores Femenina.
En 2020 regresó a Universidad de Chile, sin embargo, sufrió una severa lesión mientras se disputaba la Copa Libertadores del año 2021. Un par de meses después de la lesión, y estando aun lesionada, fue desvinculada del club, lo que le ocasionó una depresión severa.

### Selección nacional
Catalina fue seleccionada por la selección sub-17 de Chile, así como también por la selección de Chile adulta. Su última convocatoria fue el 21 de agosto de 2019.

## Vida personal y activismo
Catalina ha reconocido orgullosamente su lesbianismo en más de una ocasión y es una defensora activa de los derechos LGBT y feminista. También fue una manifestante muy activa durante el estallido social de Chile, en donde ha encarado incluso a figuras televisivas como Pablo Flamm. Esto le ha significado muchas críticas y ataques misóginos y homofóbicos por su apoyo a las manifestaciones durante ese período.

## Clubes

### Categorías juveniles
| Club                 | País  | Año         |
| -------------------- | ----- | ----------- |
| Universidad Católica | Chile | 2012 - 2014 |
| Universidad de Chile | Chile | 2015        |

### Adulta
| Club                 | País  | Año         |
| -------------------- | ----- | ----------- |
| Universidad de Chile | Chile | 2016        |
| Santiago Morning     | Chile | 2017 - 2019 |
| Universidad de Chile | Chile | 2020 - 2021 |

## Palmarés

### Campeonatos nacionales
| Título              | Club                 | País  | Año    |
| ------------------- | -------------------- | ----- | ------ |
| Campeonato Nacional | Universidad de Chile | Chile | 2016-A |
| Campeonato Nacional | Santiago Morning     | Chile | 2018   |
| Campeonato Nacional | Santiago Morning     | Chile | 2019   |
| Campeonato Nacional | Universidad de Chile | Chile | 2021   |